# Nade Dieu
Nade Dieu (Libramont-Chevigny, 2 agosto 1973) è un'attrice belga.

## Filmografia parziale

### Lungometraggi
- Il miracolo della farfalla (Le Papillon), regia di Philippe Muyl (2002)
- Demain on déménage, regia di Chantal Akerman (2004)
- Notre Musique, regia di Jean-Luc Godard (2004)
- L'altra metà (L'Autre moitié), regia di Rolando Colla (2007)
- Sois sage, regia di Juliette Garcias (2009)
- Éperdument, regia di Pierre Godeau (2016)
- Angel Face (Gueule d'ange), regia di Vanessa Filho (2018)

### Televisione
- Il commissario Maigret (Maigret) – serie TV, episodio 7x04 (1998)
- Il commissariato Saint Martin (P. J. - Police Judiciaire) – serie TV, episodio 6x01 (2002)
- Zéro défaut, regia di Pierre Schoeller – film TV (2003)
- Un village français – serie TV, 55 episodi (2009-2016)
- Cherif – serie TV, episodio 2x06 (2015)
- Le Chalet – serie TV, 6 episodi (2018)